# Fluorid palladnato-palladičitý
Fluorid palladnato-palladičitý je anorganická sloučenina se empirickým vzorcem PdF3. Lépe jej lze popsat pomocí následujícího vzorce PdII[PdIVF6]. Fluorid palladnato-palladičitý je často zapisován také jako Pd[PdF6] nebo Pd2F6.

## Příprava
Fluorid palladnato-palladičitý je nejstabilnějším produktem reakce fluoru a kovového palladia:
2 Pd + 3 F2 → Pd[PdF6]
Lze jej také připravit vytěsněním chloru z chloridu palladnato-palladičitého při teplotě při 200 až 250 °C.

## Vlastnosti
Fluorid palladnato-palladičitý je paramagnetická černá pevná látka, která hydrolyzuje ve vodě. Je rozpustná v kyselinách a zásadách a redukuje se na kovové palladium za přítomnosti vodíku. Krystalizuje v deformované romboedrické soustavě typu oxidu rheniového. Atomy palladia zaujímají oktaedrické pozice v krystalové struktuře. Délka vazby PdII-F je 2,17 Å, zatímco délka vazby PdIV-F je 1,90 Å.